# Zerstörer 1934A
Zerstörer 1934A var en jagarklass som användes av tyska Kriegsmarine i andra världskriget.

## Skepp av klassen
- Z5 Paul Jakobi
  - Påbörjad: Deschimag Bremen, 15 juli 1935
  - Sjösatt: 24 mars 1936
  - I bruk: 29 juni 1937
  - Öde: skrotad 1958

- Z6 Theodor Riedel
  - Påbörjad: Deschimag Bremen, 18 juli 1935
  - Sjösatt: 22 april 1936
  - I bruk: 2 juli 1937
  - Öde: skrotad 1958

- Z7 Hermann Schoemann
  - Påbörjad: Deschimag Bremen, 7 september 1935
  - Sjösatt: 16 juli 1936
  - I bruk: 9 september 1937
  - Öde: sänkt den 2 maj 1942

- Z8 Bruno Heinemann
  - Påbörjad: Deschimag Bremen, 14 januari 1936
  - Sjösatt: 15 september 1936
  - I bruk: 8 januari 1938
  - Öde: sänkt den 25 januari 1942

- Z9 Wolfgang Zenker
  - Påbörjad: Germaniawerft Kiel, 23 mars 1935
  - Sjösatt: 27 mars 1936
  - I bruk: 2 juli 1938
  - Öde: sänkt av egen besättning den 13 april 1940

- Z10 Hans Lody
  - Påbörjad: Germaniawerft Kiel, 1 april 1935
  - Sjösatt: 14 maj 1936
  - I bruk: 13 september 1938
  - Öde: skrotad 1946 - 1949

- Z11 Bernd von Arnim
  - Påbörjad: Germaniawerft Kiel, 26 april 1935
  - Sjösatt: 8 juli 1936
  - I bruk: 6 december 1938
  - Öde: sänkt av egen besättning den 13 april 1940

- Z12 Erich Giese
  - Påbörjad: Germaniawerft Kiel, 3 maj 1935
  - Sjösatt: 12 mars 1937
  - I bruk: 4 mars 1939
  - Öde: sänkt den 13 april 1940

- Z13 Erich Koellner
  - Påbörjad: Germaniawerft Kiel, 12 oktober 1935
  - Sjösatt: 18 mars 1937
  - I bruk: 28 mars 1939
  - Öde: sänkt den 13 april 1940

- Z14 Friedirch Ihn
  - Påbörjad: Blohm & Voß Hamburg, 30 mars 1935
  - Sjösatt: 5 november 1935
  - I bruk: 6 april 1938
  - Öde: skrotad 1952

- Z15 Erich Steinbrinck
  - Påbörjad: Blohm & Voß Hamburg, 30 mars 1935
  - Sjösatt: 24 september 1936
  - I bruk: 31 maj 1938
  - Öde: skrotad 1958

- Z16 Friedrich Eckoldt
  - Påbörjad: Blohm & Voss Hamburg, 14 november 1935
  - Sjösatt: 21 mars 1937
  - I bruk: 28 juli 1938
  - Öde: sänkt den 31 december 1942